# Yui Sakano
Yui Sakano (jap. 坂野結衣 Sakano Yui; ur. 18 lipca 1994) – japońska zapaśniczka walcząca w stylu wolnym. Zajęła piąte miejsce na mistrzostwach świata w 2016. Złota medalistka mistrzostw Azji w 2023. Szósta w Pucharze Świata w 2022. 
Mistrzyni Azji juniorów w 2012 i 2014. Mistrzyni świata kadetów w 2011 i U-23 w 2017 roku.